# Sagospelet Äventyr
Sagospelet Äventyr skapades av Daniel Lehto som lekte fram reglerna genom rollekar med sitt barn. Spelet släpptes som pdf 2011 och kom samma år som ett litet häfte. 2012 publicerades spelet i en tryckt version. 2015 släpptes en ny version av spelet genom Saga Games. 2017 Kickstartades spelet genom Eloso Förlag och drog in närapå en kvarts miljon kronor. 2019 lämnade Daniel Eloso Förlag och startade Daniel Lehto AB som släppte spelets fjärde utgåva. Spelet har hyllats av recensenterna.
Sagospelet Äventyr har enligt förlaget sålt över 25 000 exemplar, supplement inräknat.
Spelet har gett upphov till systerspelet Sagospelet Rymd och Sagospelet Skräck.